# Christian Hammers
Christian Hammers (* 26. Juli 1992 in Aachen) ist ein ehemaliger deutscher Bobsportler und ehemaliger Leichtathlet.

## Sportliche Laufbahn
Christian Hammers war zunächst als Jugendlicher Fußballspieler beim Kohlscheider BC und in der Leichtathletik bei DJK Elmar Kohlscheid aktiv. Weitere Stationen waren die Vereine LG Euregio und LT DSHS Köln. In dieser Zeit qualifizierte er sich 3-mal für ein Finale bei deutschen Jugendmeisterschaften und wurde 2011 deutscher Jugendmeister mit der 4-mal-400-Meter-Staffel des LT DSHS Köln. Anschließend erhielt er ein Stipendium an der St. Gregory’s University in Oklahoma.
2014 folgte der Wechsel zum Bobsport und in das Team von Christoph Hafer.
Im Oktober 2014 konnte er sich durch ansprechende Leistungstests und eine Bronzemedaille bei der deutschen Meisterschaft mit Pilot Christoph Hafer für seine ersten internationalen Einsätze im Dezember 2014 im Europacup qualifizieren.
Im Januar 2016 erreichte er bei der Juniorenweltmeisterschaft mit Christoph Hafer, Marc Rademacher und Michael Salzer den 5. Platz. Zwei Jahre später den 3. Platz bei der Juniorenweltmeisterschaft im Viererbob mit Bennet Buchmüller.
Im November 2019 konnte er sich zusammen mit Christoph Hafer, Michael Salzer und Tobias Schneider den deutschen Meistertitel im Viererbob auf der Bahn von Altenberg sichern und sich damit für den Weltcup qualifizieren.
Sein erster Weltcup-Einsatz war dann im Dezember 2019 in Lake Placid USA mit Christoph Hafer, dort erreichten sie gemeinsam den 7. Platz.
Bei der Bob- und Skeleton-Europameisterschaft 2020 in Sigulda konnte er im Zweierbob mit Christoph Hafer die Bronzemedaille gewinnen.
Im darauf folgenden Jahr qualifizierte sich das Team Hafer nach starken Leistungen im Weltcup für die Heimweltmeisterschaft in Altenberg, wo Hammers sowohl im Zweier- als auch im Viererbob zum Einsatz kam. Hier erreichte er mit seinem Team den 7. Platz im Zweierbob sowie den 6. Platz im Viererbob.
Auf Grund einer schweren Fußverletzung verpasste er die Olympischen Spiele 2022.

## Privates
Christian Hammers wuchs in Kohlscheid/Nordrhein-Westfalen auf, er ist Enkel des SPD Politikers Hubert Hammers.

## Sportliche Erfolge

### Weltmeisterschaften
- 2021: 6. Platz – Altenberg (GER) – Viererbob
- 2021: 7. Platz – Altenberg (GER) – Zweierbob

### Juniorenweltmeisterschaften
- 2018: 3. Platz – St. Moritz (SUI) – Viererbob
- 2016: 5. Platz – Winterberg (GER) – Viererbob

### Europameisterschaften
- 2021: 5. Platz – Winterberg (GER) – Viererbob
- 2020: 3. Platz – Sigulda (LAT) – Zweierbob

### Weltcup
- 2021/2022: 15. Platz – Innsbruck-Igls (AUT) – Zweierbob
- 2021/2022: 8. Platz – Altenberg (GER) – Viererbob
- 2021/2022: 8. Platz – Winterberg (GER) – Viererbob
- 2021/2022: 10. Platz – Winterberg (GER) – Viererbob
- 2020/2021: 9. Platz – St. Moritz (SUI) – Viererbob
- 2020/2021: 7. Platz – Berchtesgaden-Königssee (GER) – Zweierbob
- 2020/2021: 4. Platz – Berchtesgaden-Königssee (GER) – Viererbob
- 2020/2021: 6. Platz – Winterberg (GER) – Viererbob
- 2020/2021: 4. Platz – Sigulda (LAT) – Zweierbob
- 2020/2021: 4. Platz – Sigulda (LAT) – Zweierbob
- 2020/2021: 7. Platz – Innsbruck-Igls (AUT) – Zweierbob
- 2019/2020: 7. Platz – Lake Placid (USA) – Zweierbob
- 2019/2020: 7. Platz – Lake Placid (USA) – Zweierbob
- 2019/2020: 8. Platz – Lake Placid (USA) – Viererbob
- 2019/2020: 13. Platz – Lake Placid (USA) – Viererbob

### Europacup
- 2019/2020: 11. Platz – Sigulda (LAT) – Zweierbob
- 2018/2019: 1. Platz – Winterberg (GER) – Viererbob
- 2018/2019: 3. Platz – Winterberg (GER) – Zweierbob
- 2018/2019: 3. Platz – Altenberg (GER) – Zweierbob
- 2018/2019: 1. Platz – Berchtesgaden-Königssee (GER) – Viererbob
- 2017/2018: 7. Platz – Berchtesgaden-Königssee (GER) – Viererbob
- 2017/2018: 7. Platz – Altenberg (GER) – Zweierbob
- 2017/2018: 4. Platz – Altenberg (GER) – Viererbob
- 2017/2018: 2. Platz – La Plagne (FRA) – Zweierbob
- 2017/2018: 8. Platz – La Plagne (FRA) – Viererbob
- 2017/2018: 7. Platz – Innsbruck-Igls (AUT) – Viererbob
- 2017/2018: 4. Platz – Winterberg (GER) – Viererbob
- 2017/2018: 7. Platz – Winterberg (GER) – Viererbob
- 2016/2017: 1. Platz – Berchtesgaden-Königssee (GER) – Viererbob
- 2016/2017: 4. Platz – Altenberg (GER) – Viererbob
- 2016/2017: 11. Platz – Winterberg (GER) – Zweierbob
- 2016/2017: 6. Platz – Berchtesgaden-Königssee (GER) – Viererbob
- 2015/2016: 3. Platz – Winterberg (GER) – Viererbob
- 2015/2016: 6. Platz – Winterberg (GER) – Viererbob
- 2015/2016: 2. Platz – Altenberg (GER) – Viererbob
- 2015/2016: 2. Platz – Berchtesgaden-Königssee (GER) – Viererbob
- 2015/2016: 3. Platz – Berchtesgaden-Königssee (GER) – Viererbob
- 2015/2016: 4. Platz – Innsbruck-Igls (AUT) – Viererbob
- 2015/2016: 11. Platz – Innsbruck-Igls (AUT) – Viererbob
- 2015/2016: 10. Platz – St. Moritz (SUI) – Viererbob
- 2014/2015: 9. Platz – Berchtesgaden-Königssee (GER) – Viererbob
- 2014/2015: 7. Platz – Berchtesgaden-Königssee (GER) – Viererbob
- 2014/2015: 12. Platz – La Plagne (FRA) – Viererbob

### Deutsche Meisterschaften
- 2024: 2. Platz – Winterberg (GER) – Viererbob
- 2020: 1. Platz – Berchtesgaden-Königssee (GER) – Zweierbob
- 2020: 1. Platz – Berchtesgaden-Königssee (GER) – Viererbob
- 2019: 1. Platz – Altenberg (GER) – Viererbob
- 2019: 2. Platz – Altenberg (GER) – Zweierbob
- 2018: 2. Platz – Winterberg (GER) – Viererbob
- 2017: 7. Platz – Berchtesgaden-Königssee (GER) – Viererbob
- 2016: 4. Platz – Altenberg (GER) – Viererbob